# Bang Bang (zespół muzyczny)
Bang Bang – polski zespół muzyczny grający punk rocka, w znaczącym stopniu w stylu '77 oraz rock and roll. Kapela pochodzi z Legionowa. Założona została w 1989 r. pod nazwą Bang Bang 77, później zmienioną. Według niektórych opracowań jest to jedna z najdłużej działających bez przerw muzycznych grup punkowych. Kapela ma na swoim koncie albumy muzyczne zarówno wydawane własnym sumptem, jak i przy współpracy z wydawnictwami muzycznymi takimi jak Alter Ego Tapes i Jimmy Jazz Records. Jej utwory pojawiają się również na kilku składankach muzycznych poświęconych scenie punk rock i pokrewnym. Zespół w pewnych okresach czasu swojej działalności miał opinię kapeli, która bardzo dużo koncertuje.

## Historia

### Przed powstaniem zespołu
Muzycy, którzy następnie w różnych okresach czasu współtworzyli zespół Bang Bang, a mianowicie Bogdan Rogucki („Rogu”), Bogdan Kozieł („Japu”), Krzysztof Wiechowicz, około 1984 r. wspólnie z Robertem Szymańskim założyli zespół muzyczny, z którego to projektu w 1986 r. powstała Sexbomba. Kapela działała przez pewien czas z udziałem wymienionych muzyków, jednakże wymienione tu trzy osoby zostały powołane do wojska polskiego w celu odbycia zasadniczej służby wojskowej. Po powrocie do cywila okazało się, że Sexbomba ma już skład i działa, a oni nadal chcieli grać. Postanowili więc założyć własny zespół, co nastąpiło w 1989 r., pod nazwą Bang Bang 77.

### Powstanie zespołu i jego działalność
Zespół muzyczny Bang Bang pochodzi z Legionowa. Położenie tego miasta bliskie Warszawy sprawia, że czasem to stolica Polski podawana jest jako miejsce działalności grupy lub z to nią zespół bywa kojarzony. Został założony w Polsce w 1989 r., jako Bang Bang 77, która to nazwa własna została później skrócona do Bang Bang. Według wielu opracowań od tamtego czasu, według stanu na marzec 2025 r., kapela gra nieprzerwalnie, co czyni ją jedną z najdłużej działających bez przerw muzycznych grup punkowych. Ale pojawiają się również w niektórych publikacjach przeczące tej opinii informacje mówiące o tym, że jednak bywały przerwy w działalności zespołu, po których następowała jego reaktywacja i powrót na scenę.
Zakładając zespół muzycy mieli w planach stworzyć repertuar w nurcie psycho, ale szybko powrócili do ich wcześniejszych działań z Sexbomby, czyli do punk rocka. W latach 90. XX wieku zespół bardzo dużo koncertował na terenie całej Polski. Wydał też kilka demówek, ale nie udało mu się wydać profesjonalnego albumu studyjnego. Nagrał jednak około 1991 r. dwa teledyski, dla telewizji Porion oraz dla NTW. Miał również okazję występować między innymi na festiwalu w Jarocinie. W składzie zespołu zachodziły zmiany, szczególnie często zmieniali się perkusiści. W pewnym momencie kariery, z powodu problemów finansowych, przez pewien czas kapela grała nawet w pubach, ale tę drogę zarabiania muzycy stosunkowo szybko porzucili, wracając na poprzednie tory. Według niektórych opracowań, jeszcze w XX wieku na jakiś czas drogi członków zespołu rozeszły się i grupa rozpadła się, ale w 2000 r. formacja wznowiła działalność.
Pierwszy, debiutancki album studyjny zespołu ukazał się w 2006 r. Wydany został przez wytwórnię Jimmy Jazz Records pod tytułem „Rozdarcie”. W następnych latach ukazywały się następne wydawnictwa studyjne i koncertowe (2009 r., 2014 r., 2018 r., 2019 r., 2024 r.), które zespół publikował albo przy współpracy z wytwórnią muzyczną, albo wydawał samodzielnie. Album z 2024 r. „Ostatni Punkowiec” w społecznym konkursie „Album Listopada 2024” przeprowadzonym w ramach grupy Polska Muzyka alternatywna prowadzonej w serwisie społecznościowym Facebook w głosowaniu zajął 1. miejsce spośród 17 albumów muzycznych wydanych w tym właśnie miesiącu, a zaliczonych do kręgu muzyki alternatywnej.
Niektóre publikacje podają, iż to zespół Bang Bang rozpoczął w 2015 r. projekt pod nazwą „Punkozaur”. W ramach niego prezentowane są anglojęzyczne utwory z lat 70. XX wieku. Jeden z utworów nagranych w ramach tego projektu został zamieszczony w albumie kompilacyjnym zatytułowanym „Ramones Maniacs Poland”, wydanym w 2017 r.

### Festiwale, koncerty i występy

#### Wprowadzenie do występów
Formacja Bang Bang postrzegana jest jako zespół muzyczny, który w swojej karierze, przynajmniej w pewnych okresach czasu, bardzo dużo koncertował, co zresztą podnosi i potwierdza w jednym z wywiadów członek zespołu Bogdan Rogucki („Rogu”). W komentarzach dotyczących działalności zespołu uznaje się dorobek koncertowy grupy jako spory. Grupa występowała zarówno na kilku festiwalach odbywających się w Polsce, innych imprezach cyklicznych oraz trasach koncertowych, jak i na indywidualnych koncertach lub razem z innymi kapelami ze sceny punk oraz pokrewnych nurtów muzycznych.

#### Festiwale muzyczne
W kontekście dotyczącym festiwali muzycznych, to warto wskazać, że zespół wystąpił na festiwalu w Jarocinie w 1992 i 1993 r. Grał on również na festiwalu Rock na Bagnie, w następujących edycjach: I - 2010 r. (od 2 do 4 lipca, Strękowa Góra), VIII – 2018 r. (od 6 do 7 lipca, Goniądz), a w 2016 r. uczestniczył w „Grunt to Bunt”. Kapela grała również na festiwalu „Rockowisko Hajnówka”. Udział wzięli w 11 edycji tego wydarzenia, które miało miejsce w 2019 r. (27 lipca 2019 r.). Koncerty odbywały się w Hajnówce, w tamtejszym amfiteatrze. Wystąpiło 12 zespołów muzycznych z Polski i Białorusi. W 2022 r. kapela występowała w ramach festiwalu odbywającego się pod nazwą „Festiwal Pieśni Zbuntowanej” w Ćmielowie, w dniach od 8 do 10 lipca, a nawiązującego do ĆMA, czyli Ćmielowska Muzyka Alternatywna, z lat 80. XX wieku. Była do II edycja wydarzenia. Wystąpiło na nim kilkudziesięciu wykonawców. Bang Bang wystąpił w dniu 9.07.2022 r. na dużej scenie. Brał także udział w Izerbejdżan Punk Eko Fest odbywającym się w Pobiendej – Wolimierz, „Punkowy Dom Starców PUNKTEON”. W 2022 r. festiwal trwał od 26 do 27 sierpnia, a wystąpiło kilkunastu wykonawców muzycznych z Polski i Czech. Zaś w 2023 r. Bang Bang, obok kilkunastu innych wykonawców, brał udział w IV edycji festiwalu „Rock nad Legą” w Olecku (Camping MOSiR). Było to dwudniowe wydarzenie, które trwało w dniach 4-5 sierpnia, a zespół wystąpił w pierwszym dniu imprezy, obok takich formacji jak Dzieciuki, The Thinners, WC, Human Rights, Zdrajca, Włochaty i Kooperacja.

#### Imprezy cykliczne
W 2024 r. zespół uczestniczył w cyklicznej trasie koncertowej organizowanej przez Galicja Productions, odbywającej się pod szyldem „Punk Fest Tour”. W tej edycji występowały także takie kapele jak Ga-Ga/Zielone Żabki, Sexbomba, Fort BS, Uliczny Opryszek, TZN Xenna. Z udziałem Bang Bang odbyły się ramach tego wydarzenia między innymi następujące koncerty: 1.03.2024 r. – Lublin, „Fabryka Kultury Zgrzyt”, 2.03.2024 r. – Warszawa, „Proxima”, 3.03.2024 r. – Rzeszów, „Pod Palmą”, 8.03.2024 r. – Szczecin, „Kosmos”, 9.03.2024 r. – Gdynia, „Podwórko.art” / „Scena Ucho”, 10.03.2024 r. – Toruń, „Od Nowa”. Z innych wydarzeń cyklicznych, w jakich Bang Bang miał okazję uczestniczyć, trzeba wymienić, zgodną z duchem twórczości zespołu, coroczną imprezę „Ramones Warsaw Night”, poświęconą zespołowi Ramones i jego twórczości. Kapela wystąpiła w dniu 13.07.2019 r. obok takich formacji jak AmigosUnited, Ramoles, Red Crap, Werwolf 77. Grupa występowała także w ramach cyklicznej imprezy organizowanej w Hajnówce pod tytułem „Muzyka bez zastrzeżeń”. Jeden z koncertów, w którym uczestniczyła, miał miejsce 13.11.2015 r. w Muzeum i Ośrodku Kultury Białoruskiej w Hajnówce. Wystąpiły wówczas także zespoły Ściana i Ilo&Friends. Koncerty z tej serii objęte były patronatem medialnym w ramach kampanii społecznej „Muzyka Przeciwko Rasizmowi” prowadzonej przez Stowarzyszenie „Nigdy Więcej”.

#### Inne przykładowe koncerty
Inne przykładowe koncerty, na których Bang Bang występował:
- 2011-01-22: Legionowo, „Piekarnia Cafe”, pozostali wykonawcy – Pils[40]
- 2015-04-18: Legionowo, MOK Legionowo, pozostali wykonawcy – Intercity, Punkozaur[41]
- 2015-06-25: Warszawa, klub „Znośna Lekkość Bytu”, pozostali wykonawcy – Oi! Brygada, Punkozaur[42]
- 2015-09-19: Bielsk Podlaski, „Pub Blues”, pozostali wykonawcy – Punkozaur[43]
- 2015-10-17: Legionowo, MOK Legionowo, pozostali wykonawcy – Inhalators, Werwolf 77[44]
- 2016-03-15: Ciechanów, „Fabryka Kultury Zgrzyt”, pozostali wykonawcy – TZN Xenna, Punkozaur[45]
- 2019-04-05: Ciechanów, „Fabryka Kultury Zgrzyt”, „Psycho Art Fest”, pozostali wykonawcy – Moskwa, Human Rights[15]
- 2019-12-05: Toruń, „Od Nowa”, pozostali wykonawcy – Royal Spirit[46]
- 2020-01-24: Warszawa, „VooDoo Club”, koncert charytatywny z cyklu „Cancel the Cancer”, pozostali wykonawcy – Do řady! (Czechy), Nie Pamiętam[47][48]
- 2021-06-06: Warszawa, „VooDoo Club”, Letnia Scena Voodoo Club, pozostali wykonawcy – Ga-Ga/Zielone Żabki[49]
- 2021-12-11: Bielsk Podlaski, Bielski Dom Kultury, pozostali wykonawcy – Londyn 70[50]
- 2022-03-12: Wrocław, „Klub A2”, koncert pod szyldem Polska Scena Punk, pozostali wykonawcy – Nauka o Gównie, Uliczny Opryszek, Garbate Aniołki, Defloracja, Contrapunk, Sajgon, Dekolt, Pijacka Banda[51]
- 2022-03-18: Lublin, „Fabryka Kultury Zgrzyt”, pozostali wykonawcy – Pull The Wire, Transgresja[52]
- 2022-05-29: Bielsk Podlaski, Amfiteatr Miejski w Parku Królowej Heleny[53]
- 2022-09-01: Warszawa, „Potok: Drugi Dom Ludzi Rocka”, pozostali wykonawcy – Farben Lehre[54]
- 2024-04-05: Sosnowiec, „Jazz Club KOMin”, Psycho Punk Attack!, pozostali wykonawcy – AmigosUnited, Psycho Beets[55]
- 2024-11-16: Toruń, klub „Dwa Światy”, pozostali wykonawcy – Contrapunk, Zakład Produkcyjny[56]
- 2024-12-28: Białystok, „Pub 6-Ścian”, pozostali wykonawcy – Błękitny Nosorożec, Ga-Ga/Zielone Żabki[57][58]
- 2025-03-15: Kielce, „Chicago Klub”, pozostali wykonawcy – Granda[59].

W dniu 8.02.2025 r., w rodzinnym dla Bang Bang Legionowie, odbył się koncert z okazji 30-lecia powstania zespołu The Analogs. Wydarzenie odbyło się w MOK Legionowo, pod dewizą „Rock w MOK”. Oprócz jubilata i Bang Bang wystąpił także The United Tears. Koncert odbył się pod patronatem kampanii społecznej „Muzyka Przeciwko Rasizmowi” prowadzonej przez Stowarzyszenie „Nigdy Więcej”.

## Skład i powiązania

### Członkowie i ich funkcja
Członkowie zespołu, ich funkcja, instrumenty muzyczne oraz pseudonimy artystyczne poszczególnych muzyków, z całego okresu działalności w ramach grupy Bang Bang:
- Artur Foremski: gitarzysta – gitara („Forma”)[1][7]
- Bogdan Kozieł: gitarzysta – gitara, wokal prowadzący, wokal / chórki / wokal w tle („Japa”)[3][7][18][22][30][64][65][66][67]
- Bogdan Rogucki: basista – gitara basowa, wokal / chórki / wokal w tle („Rogu”)[1][3][7][18][22][30][64][65][66][67]
- Krzysztof Wiechowicz: perkusista - perkusja („Mieciu”)[1][7]
- Monika Rogucka: wokal prowadzący, wokal / wokal w tle („Monika”, „Lidka”)[1][7][64][67]
- Piotr Muszyński: wokal („Mucha”)[1][7]
- Piotr Wiliński: wokal prowadzący, wokal („Goryl”)[3][18][30][65]
- Przemysław Woszczyński: perkusista – perkusja („Przemek”)[1][7]
- Tadeusz Błaszak: perkusista – perkusja, wokal / chórki / wokal w tle („Tadek”)[3][7][18][22][30][64][65][66][67].

### Składy zespołu
| Członek                | Peduonim | 1989 r. | 1990 r. | 1991 r. | 2000–2006 | 2007-2009 | 2014 | od 2017 |
| ---------------------- | -------- | ------- | ------- | ------- | --------- | --------- | ---- | ------- |
| Artur Foremski         | Forma    | Tak     | Tak     | Tak     | Nie       | Nie       | Nie  | Nie     |
| Bogdan Kozieł          | Japa     | Nie     | Nie     | Nie     | Tak       | Tak       | Tak  | Tak     |
| Bogdan Rogucki         | Rogu     | Tak     | Tak     | Tak     | Tak       | Tak       | Tak  | Tak     |
| Krzysztof Wiechowicz   | Mieciu   | Tak     | Tak     | Nie     | Nie       | Nie       | Nie  | Nie     |
| Monika Rogucka         | Lidka    | Nie     | Tak     | Tak     | Nie       | Tak       | Nie  | Nie     |
| Piotr Muszyński        | Mucha    | Tak     | Tak     | Tak     | Nie       | Nie       | Nie  | Nie     |
| Piotr Wiliński         | Goryl    | Nie     | Nie     | Nie     | Nie       | Nie       | Nie  | Tak     |
| Przemysław Woszczyński | Przemek  | Nie     | Nie     | Tak     | Nie       | Nie       | Nie  | Nie     |
| Tadeusz Błaszak        | Tadek    | Nie     | Nie     | Nie     | Tak       | Tak       | Tak  | Tak     |

### Członkowie zespołu wg funkcji
| Członek                | Pseudonim | wokal prowadzący | wokal, chórki, wokal w tle | gitara | gitara basowa | perkusja | przypisy                                                           |
| ---------------------- | --------- | ---------------- | -------------------------- | ------ | ------------- | -------- | ------------------------------------------------------------------ |
| Artur Foremski         | Forma     | Nie              | Nie                        | Tak    | Nie           | Nie      | [ 1 ] [ 7 ]                                                        |
| Bogdan Kozieł          | Japa      | Tak              | Tak                        | Tak    | Nie           | Nie      | [ 3 ] [ 7 ] [ 18 ] [ 22 ] [ 30 ] [ 64 ] [ 65 ] [ 66 ] [ 67 ]       |
| Bogdan Rogucki         | Rogu      | Nie              | Tak                        | Nie    | Tak           | Nie      | [ 1 ] [ 3 ] [ 7 ] [ 18 ] [ 22 ] [ 30 ] [ 64 ] [ 65 ] [ 66 ] [ 67 ] |
| Krzysztof Wiechowicz   | Mieciu    | Nie              | Nie                        | Nie    | Nie           | Tak      | [ 1 ] [ 7 ]                                                        |
| Monika Rogucka         | Lidka     | Tak              | Tak                        | Nie    | Nie           | Nie      | [ 1 ] [ 7 ] [ 64 ] [ 67 ]                                          |
| Piotr Muszyński        | Mucha     | Tak              | Nie                        | Nie    | Nie           | Nie      | [ 1 ] [ 7 ]                                                        |
| Piotr Wiliński         | Goryl     | Tak              | Tak                        | Nie    | Nie           | Nie      | [ 3 ] [ 18 ] [ 30 ] [ 65 ]                                         |
| Przemysław Woszczyński | Przemek   | Nie              | Nie                        | Nie    | Nie           | Tak      | [ 1 ] [ 7 ]                                                        |
| Tadeusz Błaszak        | Tadek     | Nie              | Tak                        | Nie    | Nie           | Tak      | [ 3 ] [ 7 ] [ 18 ] [ 22 ] [ 30 ] [ 64 ] [ 65 ] [ 66 ] [ 67 ]       |

### Powiązania personalne z innymi zespołami
W różnych publikacjach podkreśla się bardzo silne powiązania personalne zespołu Bang Bang z formacją Seksbomba. W tym drugim z zespołów, w różnych okresach czasu, pośród członków Bang Bang, grali Bogdan Rogucki („Rogu”), Bogdan Kozieł („Japu”), Krzysztof Wiechowicz, Artur Foremski. Warto tu wspomnieć także o osobistych, bardzo dobrych relacjach muzyków, między innymi Bogdana Roguckiego, które zaczęły się już w dzieciństwie, z liderem i wokalistą Seksbomby – Robertem Szymańskiem. Ponadto w pewnych okresach czasu oba zespoły prowadziły próby w tym samym miejscu – w dawnym schronie na amunicje. Znajdowało się tam również studio nagraniowe, w którym realizatorem był wspominany Robert Szymański i także na tym polu istniała współpraca.
Wokalista Piotr Wiliński grał w latach 80. XX wieku w zespole Crom Cruac (Jarocin 88) i w kapeli Syndrom Kreta na początku XXI wieku.
Monika Rogucka pod odejściu z Bang Bang udzielała się w zespole Psycho Beets należącego do nurtu psychobilly, tutaj pod pseudonimem artystycznym „Mona Pepper”. W zespole tym grał także Bogdan Rogucki („Rogal”).

## Inspiracje
Muzycy zespołu deklarują, że najbardziej cenią zespoły punk rockowe z lat 70. i 80. XX wieku, na co niewątpliwie miał wpływ fakt, że na takiej muzyce się wychowali. Nie stoi to oczywiście w sprzeczności z ich stwierdzeniem, że i w XXI wieku nie brakowało dobrej muzyku punkowej, szczególnie zespołów pochodzących ze Stanów Zjednoczonych. Pośród zespołów należących do tej sceny, stanowiących często inspirację dla twórczości artystów z formacji Bang Bang, są między innymi takie kapele jak Guitar Gangsters, The Clash, Anti-Nowhere League, One Way System, UK Subs, Ramones. Tak więc jedną z bardziej widocznych inspiracji dla twórczości kapeli jest pierwsza fala brytyjskiego punk rocka. Oprócz muzyki punk rockowej wpływ na brzmienia zespołu mają także inne style muzyczne, takie między innymi jak reggae, ska i „połamane rytmy”. Poza punkowe fascynacje muzyków sięgają oczywiście także rock and rolla, a nawet popowychklasyków. Przykładem mogą być takie takie utwory muzyczne w ich repertuarze jak „Can't Help Falling In Love”, wykonywany między innymi przez Elvisa Presley'a, „Porque te vas”, utwór Jeanette, piosenkarki pochodzącej z Hiszpanii, albo z rodzimego podwórka – utwór Bang Bang pod tytułem „Nie, nie, nie”, w którym słychać Czerwone Gitary.

## Twórczość i opinie
Muzyczna twórczość zespołu to niewątpliwie punk rock. Ale w ramach tego nurtu zespół wypracował sobie pewien styl, częściowo inspirowany wyżej wspominanymi fascynacjami muzycznymi. Niewątpliwie jest to melodyjna odmiana punk rocka, przebojowa i dynamiczna, prosta, energetyczna, lekka, którą słucha się przyjemnie, o korzeniach tkwiących w muzyce punk z lat 70. XX wieku oraz wierna tradycji tego stylu z końca wymienionego dziesięciolecia. Z tego względu w publikacjach i opiniach można znaleźć porównanie mówiące o tym, że kapela jest polskim Guitar Gangsters. Potrafi być jednak także ostro i zadziornie. Zresztą prezentowany przez formację nurt muzyczny, tzw. '77, a nawet „ramonesowski”, miał w początkowym okresie działalności kapeli swoje odzwierciedlenie nawet w jej nazwie. Choć na przykład w odniesieniu do twórczości zawartej w albumie „Złe dzielnice” z 2014 r. jeden z recenzentów zauważa street punkowe brzmienie, a niektóre utwory wprost odpowiadają temu nurtowi muzycznemu (np. Zadyma”, „Stadionowi chuligani”, „Chcemy Palić”, „Rock and Roll”), a pojedyncze oi!'owe kawałki pojawiały się także wcześniej. Na kanwie takiego podejścia do twórczości muzycznej udało się grupie zbudować stylistykę opartą na przenikaniu się w doskonałych proporcjach nurtów punk rocka i rock and rolla, która w połączeniu z solidnym rock and rollowym rzemiosłem prezentowanym przez zespół, przyniosła bardzo dobre efekty, co zresztą stało się swoistą wizytówką muzyczną tej formacji.
Do tego spojrzenia na całokształt twórczości formacji Bang Bang warto zwrócić także uwagę na tę jego część, w której na wokalu występuje piosenkarka. W tym aspekcie zwraca się uwagę, że dodanie żeńskiego wokalu, który doskonale uzupełniony był wtedy kiedy trzeba przez wokal męski, sprawiło że prezentowane utwory odbierane były jako „bardziej miękkie”, a ostrzejsze utwory śpiewane dotąd przez wokalistę nabrały większej melodyjności. Taki repertuar jest oceniany także jako chwytliwy, z „punkowym pazurem” i w jakości porównywalnej do dobrych, amerykańskich formacji.
Jeśli zaś chodzi o teksty to dominują takie, które są oparte na indywidualnych obserwacjach otaczającej rzeczywistości i często zawierają radykalne jej oceny oraz bunt, a zdecydowanie mniej jest „tematów modnych”. Oczywiście utrzymują się one w klimatach punkowych. Miało to swoje odzwierciedlenie między innymi w albumie „Ostatni Punkowiec” z 2024 r., gdzie pośród innych znalazły się także utwory odnoszące się do bieżących, acz tragicznych wydarzeń, takie jak choćby wojna w Ukrainie, które mają mocny, antywojenny przekaz, czy inne jak masakra w klubie disco oraz spojrzenie na człowieka i jego egzystencję oraz przemijanie. Całość stanowi dojrzałą refleksję nad współczesnymi problemami. Przez niektórych recenzentów, przynajmniej w odniesieniu do konkretnych albumów kapeli, wyrażana jest opinia, że strona liryczna utworów jest według nich bardzo wartościową, ważną częścią twórczości zespołu. A w odniesieniu do wymienionego wyżej albumu „Ostatni Punkowiec” jeden z recenzentów uknuł określenie nostalgiczny punk, choć z kolei inny napisał wręcz przeciwnie, że płyta ta nie jest w żadnym stopniu nostalgiczna. Choć oczywiście w teksty te nie są całkowicie pozbawione tematyki lżejszej takiej jak zabawa, zadyma czy tematyka stadionowa, albo nadal czasem poważnej, ale oscylującej wokół spraw damsko-męskich. Zdarzają się jednak także, przynajmniej w odniesieniu do konkretnego albumu, głosy krytyczne co do tekstów utworów, zarzucające im błahość.
Wobec części dokonań formacji komentatorzy stwierdzają, że w danym momencie czasu było to świeże tchnienie na krajowej scenie punk. Inni zaś, że utwory zespołu to nie tylko wpadające w ucho melodie, ale i wartościowy przekaz płynący z treści prezentowanych piosenek. W tym kontekście opinie wskazują, że kapela potrafi bardzo dobrze zgrać. Muzycy prezentują wysokie umiejętności muzyczne i wokalne, które są pełne energii i dobrej zabawy. Inne z określeń stwierdza, że jest to czadowa muzyka „z przytupem”. Niewątpliwie między innymi dzięki temu dobrze wypadają na koncertach i potrafią podczas sowich występów rozbujać publiczność. Późniejsze nagrania zamieszczane w albumach muzycznych są zaś dobrej jakości, „dopieszczone” zarówno przez muzyków jak i realizatorów. Pojawiają się czasem stwierdzenia, że kapela w takim stopniu na jaki zasługuje jest niedoceniana, choć z kolei w innych opiniach uznaje się ją za zasłużoną dla sceny punk.

## Dyskografia

### Dyskografia zespołu
Albumy muzyczne zespołu Bang Bang:
- demo: trzy albumy w latach 1989–2000, każdy z nich wydany na kasecie magnetofonowej[7][19], w tym wymienione dalej „PIF PAF”[1][7] i „To nie my toniemy”[1][7][78], oraz kolejne dwa dema po 2000 r.[7][19]
  - „PIF PAF”: 1991 r., wydanie własne, demo, nośnik danych – jedna kaseta magnetofonowa[1][7]
  - „To nie my toniemy”: 1993 r., wydawca – Alter Ego Tapes, demo, nośnik danych – jedna kaseta magnetofonowa[78]
- „Rozdarcie”: 2006 r. (premiera 5.09.2006 r.), wydawca – Jimmy Jazz Records (identyfikator albumu – JAZZ 088), nośnik danych – jedna płyta kompaktowa[20][21][22][23][24], dostępny także jako album cyfrowy (streaming, digital download)[22]
- „To Legionowo”: 2009 r. (premiera 12.09.2009 r.), wydawca – Jimmy Jazz Records (identyfikator albumu – JAZZ 130), nośnik danych – jedna płyta kompaktowa[67][74][79][80], dostępny także jako album cyfrowy (streaming, digital download)[67]
- „Złe dzielnice”: 2014 r. (premiera 3.12.2014 r.), wydawca – Jimmy Jazz Records (identyfikator albumu – JAZZ 173), nośnik danych – jedna płyta kompaktowa[66][75][81][82], dostępny także jako album cyfrowy (streaming, digital download)[66]
- „Rock na Bagnie 2018”: 2018 r. (premiera – 29.09.2018 r.), album koncertowy z nagrań na żywo, album cyfrowy (streaming, digital download)[30][83]
- „Nasza załoga”: 2019 r. (premiera 6.12.2019 r.), wydanie własne – Bang Bang Productions[65][73][84], dostępny także jako album cyfrowy (streaming, digital download)[65]
- „Ostatni Punkowiec”: 2024 r. (premiera 10.11.2024 r.), wydanie własne, nośnik danych – jedna płyta kompaktowa, jedna płyta gramofonowa – długogrająca, album cyfrowy (streaming, digital download)[5][16][17][18][76][77][85].

### Składanki
Składanki, kompilacje, w ramach których zamieszczono minimum jeden utwór muzyczny zespołu Bang Bang:
- „Punks & Oi! Atak”: brak informacji o dacie wydania, wydawca – Carry on Oi![68]
- „Punks, Skins & Rude Boys Now! Vol. 8”: 2002 r., wydawca – Jimmy Jazz Records, promo, załączona do zina Garaż nr 18, nośnik danych – jedna płyta kompaktowa[87]
- „Prowadź mnie ulico vol. 2” (w ramach serii wydawniczej – „Prowadź mnie ulico”): rok wydania – 2005 r., wydawca – Jimmy Jazz Records (identyfikator albumu – JAZZ 077), nośnik danych – jedna płyta kompaktowa, utwór numer 6 „Jaki mam być?”[88][89][90]
- „Warsaw Hardcore/Punk Atak”: 2005 r., wydawca – Liberation Zine, załączona do zina Liberation Zine # 14, nośnik danych – jedna płyta kompaktowa[91][92]
- „Punks, Skins & Rudeboys Now! Vol. 14”: 2006 r., wydawca – Jimmy Jazz Records, promo, załączona do zina Garaż nr 24, nośnik danych – jedna płyta kompaktowa[93][94]
- „Prowadź mnie ulico vol. 3” (w ramach serii wydawniczej – „Prowadź mnie ulico”): 2006 r., wydawca – Jimmy Jazz Records (identyfikator albumu – JAZZ 092), nośnik danych – jedna płyta kompaktowa[95][96][97]
- „Punks, Skins & Rudeboys Now! Vol. 18”: 2009 r., wydawca – Jimmy Jazz Records, promo, załączona do zina Garaż nr 28, nośnik danych – jedna płyta kompaktowa[98][99]
- „Prowadź mnie ulico vol. 6” (w ramach serii wydawniczej – „Prowadź mnie ulico”): 2014 r., wydawca – Jimmy Jazz Records (identyfikator albumu – JAZZ 175), nośnik danych – jedna płyta kompaktowa[100][101][102]
- „Street Voices III”: 2016 r. (premiera 1.09.2026 r.), kraj wydania – Niemcy, wydawca – Vorwahl Ost Rec, album cyfrowy (streaming, digital download)[15][103]
- „Polska Scena Punk Vol.3 – Trzeba żyć” (w ramach serii wydawniczej – „Polska Scena Punk”): 2020 r., wydawca – NOG Records (identyfikator albumu – 008), nośnik danych – jedna płyta kompaktowa[104][105].